# Robert Gilruth

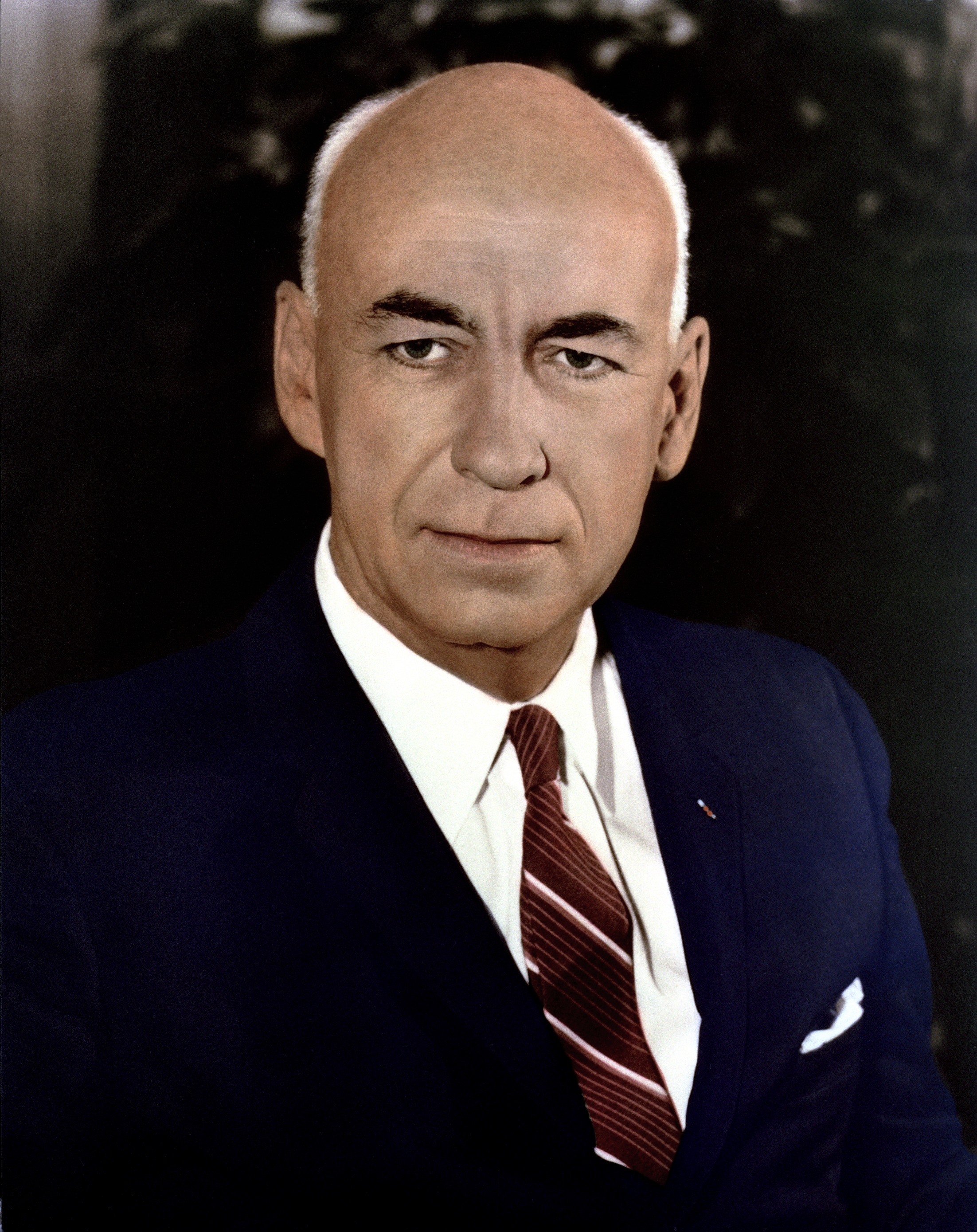
Robert Gilruth

Robert Rowe Gilruth (* 8. Oktober 1913 in Nashwauk, Minnesota, USA; † 17. August 2000 in Charlottesville, Virginia, USA) war ein amerikanischer Luft- und Raumfahrtpionier. Er war zwischen 1961 und 1972 der erste Direktor des Johnson Space Centers der NASA.
Gilruth besuchte die High School in Duluth (Minnesota) und studierte Luftfahrttechnik an der University of Minnesota. 1935 erwarb er den Bachelor-Grad und im Jahr darauf einen Master.
Gilruth begann seine Karriere mit der Erforschung des Überschallfluges und der Entwicklung von Raketen getriebenen Flugzeugen. Später wechselte er zum bemannten Weltraumprogramm, wo er eine zentrale Rolle bei der Verwirklichung der Mercury-, Gemini- und Apollo-Programme spielte. 
Von 1937 bis 1958 arbeitete er für das National Advisory Committee for Aeronautics (NACA) und anschließend für dessen Nachfolger, die US-Raumfahrtbehörde NASA.
Mit der Gründung der NASA wurde Gilruth Leiter der Space Task Group, deren Aufgabe es war, einen Menschen vor der Sowjetunion in den Weltraum zu bringen. Als dies scheiterte, war es Gilruth, der US-Präsident John F. Kennedy davon überzeugte, dass die Vereinigten Staaten ein größeres Ziel benötigen, wie etwa die Landung auf dem Mond.
Als 1961 in Texas das Manned Spacecraft Center (seit 1973 Johnson Space Center) gegründet wurde, übernahm Gilruth dessen Leitung. Er hielt die Position bis 1972 inne und hatte in dieser Funktion die Gesamtverantwortung über 25 bemannte Raumflüge von Mercury-Redstone 3 bis Apollo 15. 1971 wurde Gilruth mit der James-Watt-Medaille ausgezeichnet. Seit 1970 ist er Namensgeber für den Mount Gilruth, einen Berg in der Antarktis.
Danach war Gilruth in beratender Funktion im NASA-Hauptquartier in Washington tätig, bis er 1973 in den Ruhestand ging. 1974 wurde er in die National Academy of Sciences gewählt.